# イレイジャー

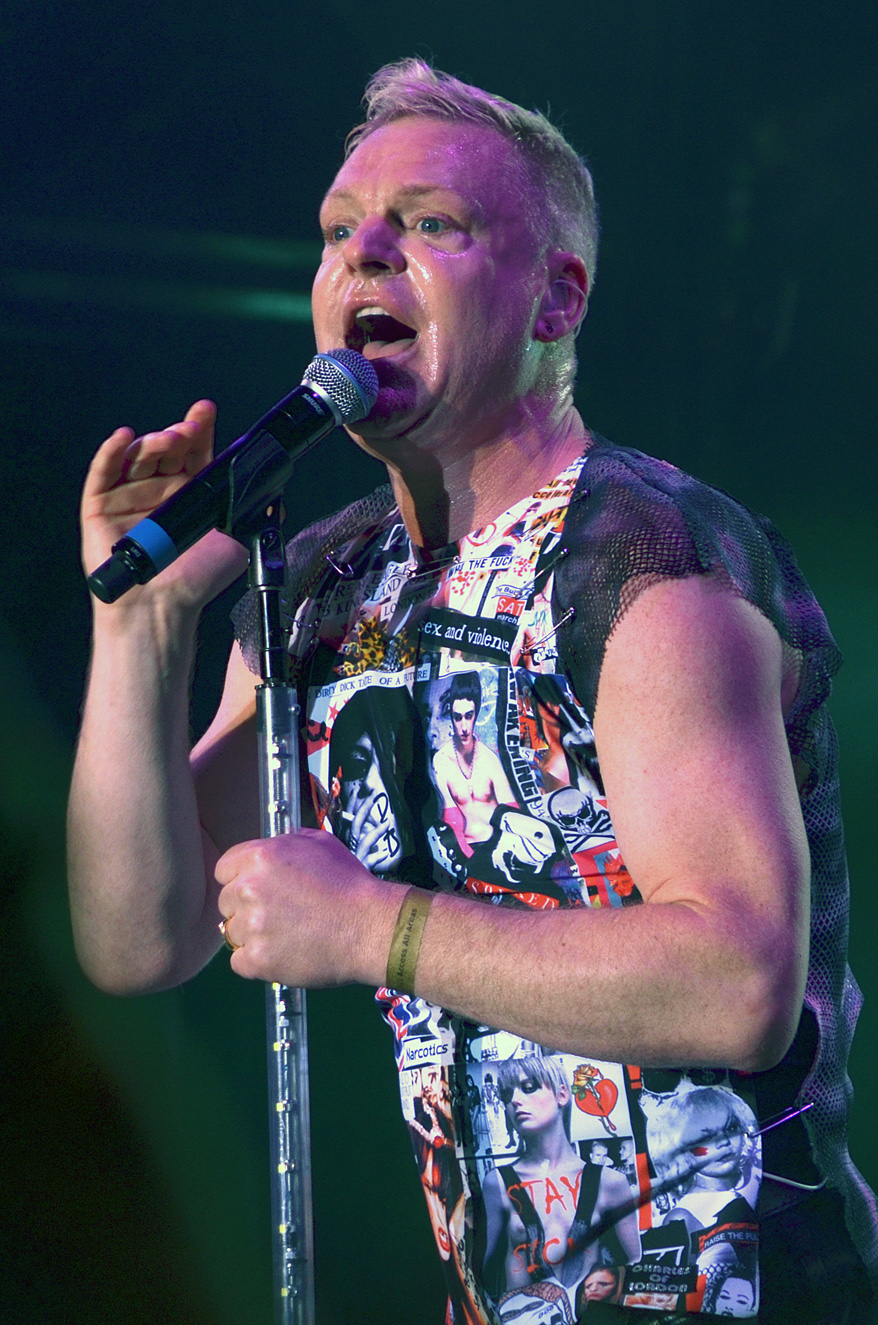
アンディ・ベル（2011年）

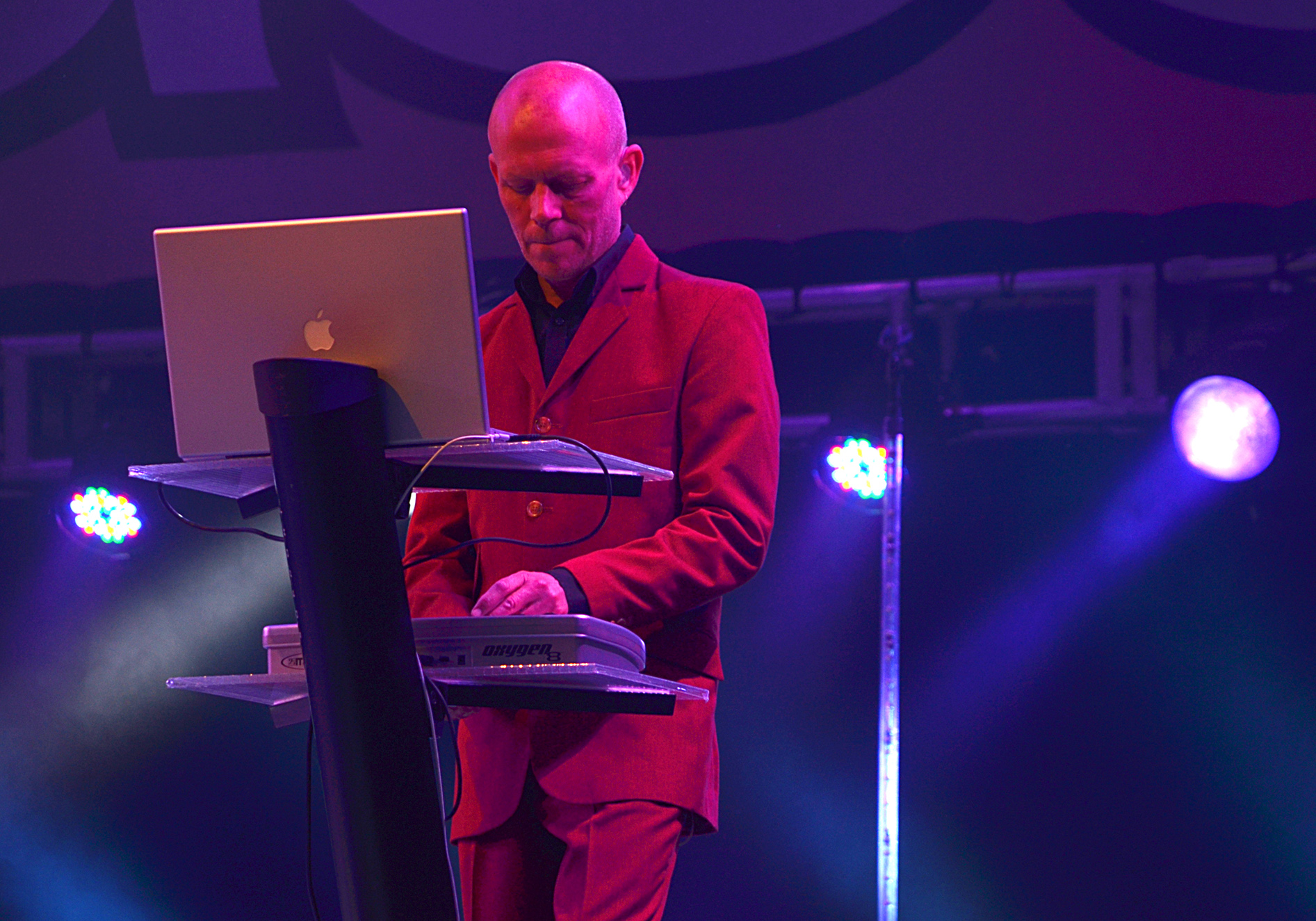
ヴィンス・クラーク（2011年）

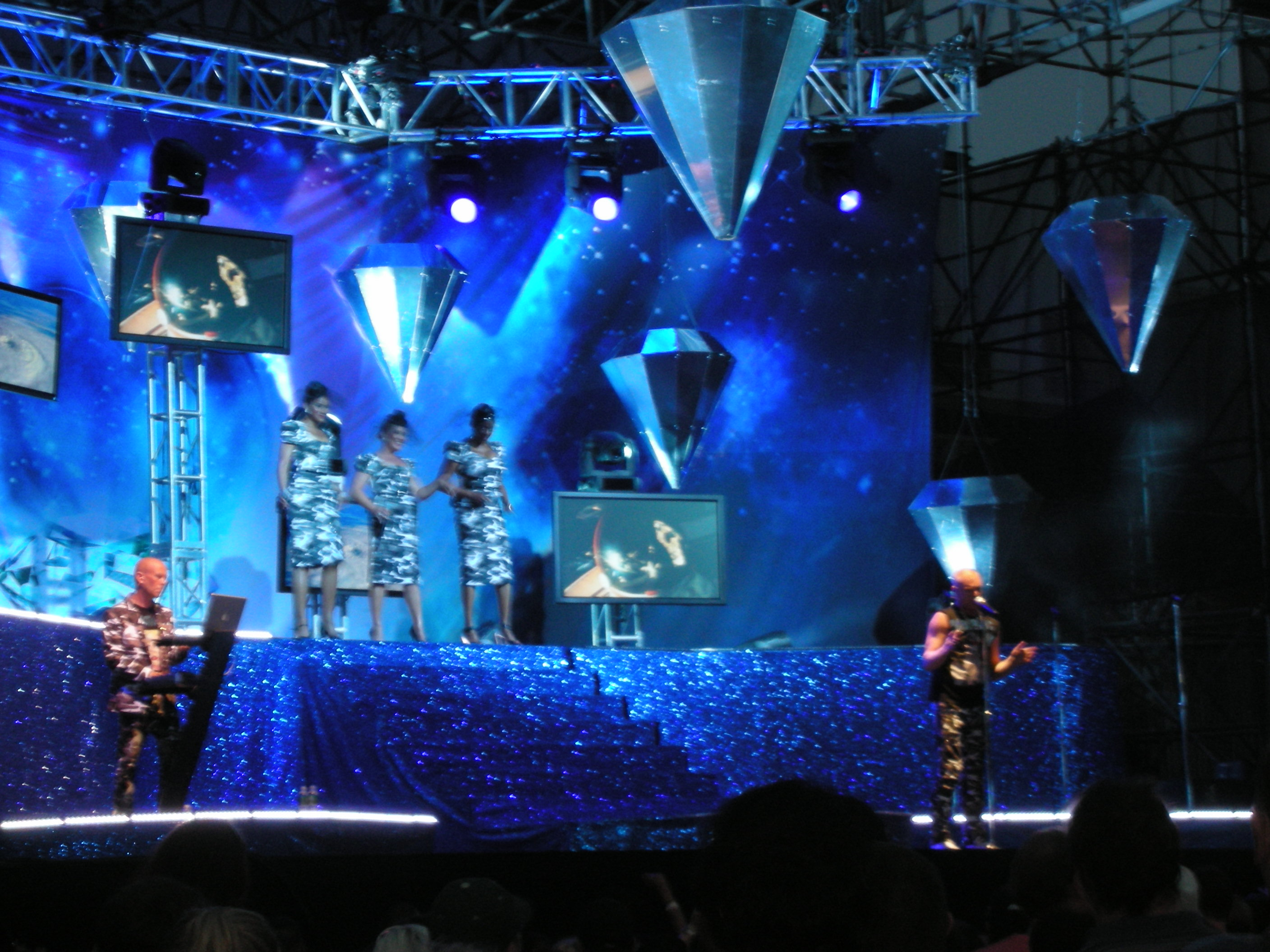
コンサート

イレイジャー（Erasure）は、イギリスのエレクトロ・ポップ・バンド。1985年結成。
欧米では老若男女を問わず幅広い層から支持されるグループである。また、ボーカリストのアンディ・ベルが同性愛者であることを公表していることから、同性愛者の象徴的存在としても支持されている。

## 概要

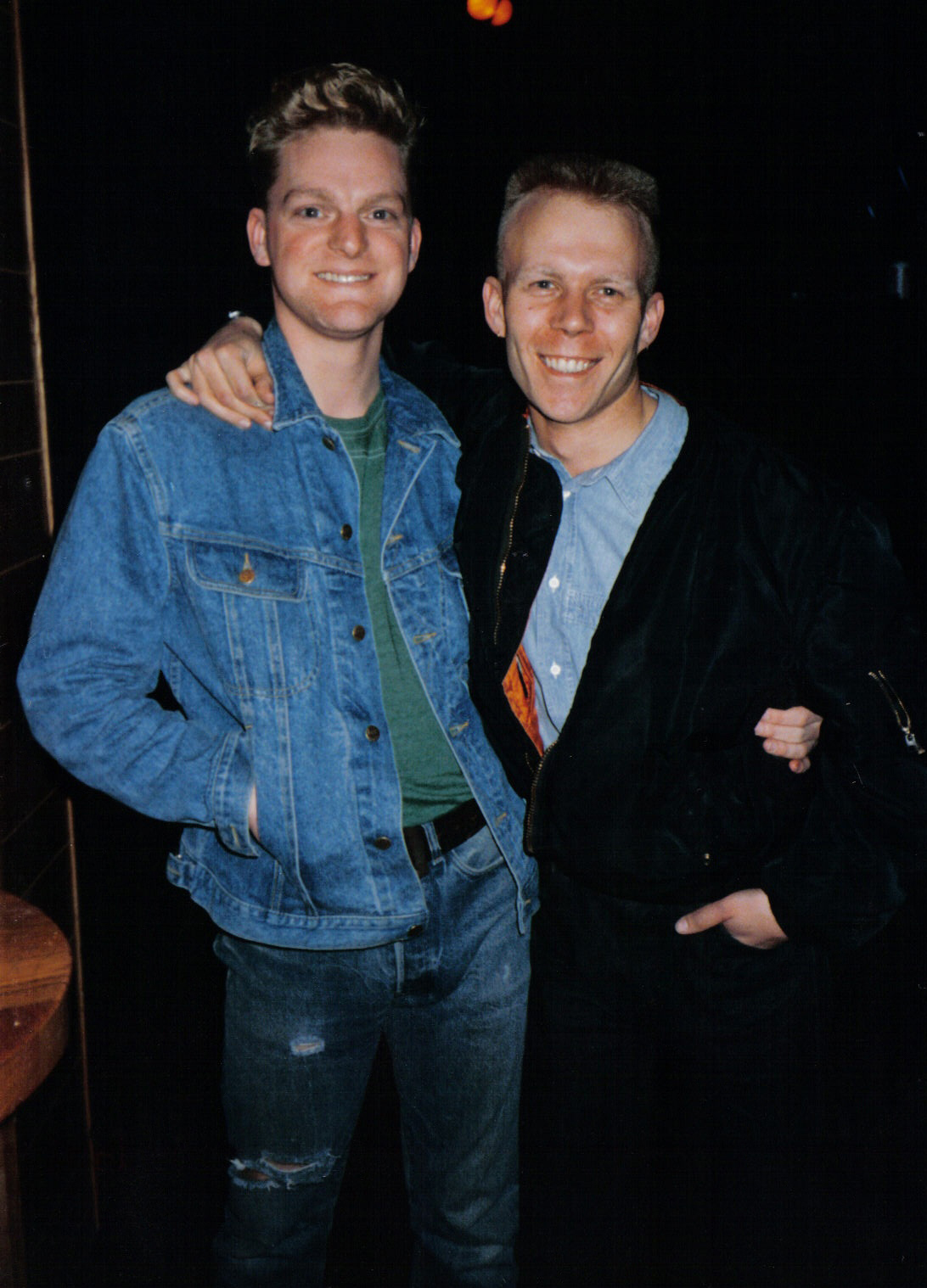
アンディ・ベルとヴィンス・クラーク（1986年）

デペッシュ・モード脱退後、ヤズーなどの活動を経たミュージシャン、ヴィンス・クラークが、聖歌隊の経験があるアンディ・ベルをオーディションで選んだことで結成される。基本的な音楽性は一貫してデペッシュ・モード時代から変わらないエレクトロ・ポップだが、アンディ・ベルの卓越したボーカルによって深い世界観を作り出している。しかし、近年になってマンネリ化してきた部分もあり、2006年のアルバム『Union Street』ではアコースティックサウンドに挑戦するなど変化もみせつつある。
アンディ・ベルは2004年にHIV感染を公表。投薬治療を続けながら現在も活動している。

## メンバー
- ヴィンス・クラーク (Vince Clarke)
- アンディ・ベル (Andy Bell)
  - 同名のギタリスト、ベーシストがイギリスにいるが、全く関係のない別人である。

## ディスコグラフィ

### スタジオ・アルバム
- 『ワンダーランド』 - Wonderland (1986年)
- 『ザ・サーカス』 - The Circus (1987年)
- 『イノセンツ』 - The Innocents (1988年)
- 『ワイルド!』 - Wild! (1989年)
- 『コーラス』 - Chorus (1991年)
- 『アイ・セイ・アイ・セイ・アイ・セイ』 - I Say I Say I Say (1994年)
- 『イレイジャー』 - Erasure (1995年)
- 『カウボーイ』 - Cowboy (1997年)
- Loveboat (2000年)
- 『アザー・ピープルズ・ソングス』 - Other People's Songs (2003年)
- 『ナイトバード』 - Nightbird (2005年)
- Union Street (2006年)
- 『ライト・アット・ジ・エンド・オブ・ザ・ワールド』 - Light at the End of the World (2007年)
- Tomorrow's World (2011年)
- 『スノー・グローブ』 - Snow Globe (2013年)
- 『ザ・ヴァイオレット・フレイム』 - The Violet Flame (2014年)
- 『ワールド・ビー・ゴーン』 - World Be Gone (2017年)
- 『ザ・ネオン』 - The Neon (2020年)
- Day-Glo (Based on a True Story) (2022年)

### ライブ・アルバム
- The Erasure Show (2005年)
- Acoustic Live (2006年)
- Live at the Royal Albert Hall (2007年)
- On the Road to Nashville (2007年)
- Tomorrow's World Tour (Live at the Roundhouse) (2011年)
- 『ワールド・ビー・ライヴ』 - World Be Live (2018年)

### コンピレーション・アルバム
- 『ザ・トゥー・リング・サーカス』 - The Two Ring Circus (1987年)
- 『ポップ! ザ・ファースト20ヒッツ』 - Pop! The First 20 Hits (1992年)
- 『ギフト・パック』 - Hits! The Very Best of Erasure (2003年)
- Total Pop! The First 40 Hits (2009年)
- Pop2! The Second 20 Hits (2009年)
- Essential (2012年)
- 『オールウェイズ - ザ・ベリー・ベスト・オブ・イレイジャー』 - Always: The Very Best of Erasure (2015年)
- World Beyond (2018年)

### EP
- 『クラッカーズ・インターナショナル』 - Crackers International (1988年)
- 『アム・アイ・ライト?』 - Am I Right? EP (re-mix) (1992年)
- 『アバ・エスク』 - Abba-esque (1992年)
- I Love Saturday (1994年)
- Rain: Plus (1997年)
- Moon and the Sky: Plus (2001年)
- Boy EP (2006年)
- Storm Chaser EP (2007年)
- Pop! Remixed (2009年)
- Erasure.Club (2009年)
- Phantom Bride EP (2009年)
- World Be Gone EP (2017年)

### シングル
- 「フー・ニーズ・ラヴ」 - "Who Needs Love Like That" (1985年)
- "Heavenly Action" (1985年)
- "Oh L'amour" (1986年)
- 「サムタイムス」 - "Sometimes" (1986年)
- "It Doesn't Have to Be" (1987年)
- "Victim of Love" (1987年)
- 「ザ・サーカス」 - "The Circus" (1987年)
- 「シップ・オブ・フールズ」 - "Ship of Fools" (1988年)
- "Chains of Love" (1988年)
- 「ア・リトル・リスペクト」 - "A Little Respect" (1988年)
- "Stop!" (1988年)
- 「ドラマ!」 - "Drama!" (1989年)
- "You Surround Me" (1989年)
- 「ブルー・サヴァンナ」 - "Blue Savannah" (1990年)
- 「スター」 - "Star" (1990年)
- 「コーラス」 - "Chorus" (1991年)
- 「ラヴ・トゥ・ヘイト・ユー」 - "Love to Hate You" (1991年)
- "Am I Right?" (1991年)
- 「ブレス・オブ・ライフ」 - "Breath of Life" (1992年)
- "Who Needs Love (Like That)" (Remix) (1992年)
- 「オールウェイズ」 - "Always" (1994年)
- 「ラン・トゥ・ザ・サン」 - "Run to the Sun" (1994年)
- 「アイ・ラヴ・サタデー」 - "I Love Saturday" (1994年)
- "Stay with Me" (1995年)
- "Fingers & Thumbs (Cold Summer's Day)" (1995年)
- "Rock Me Gently" (1996年)
- "In My Arms" (1997年)
- "Don't Say Your Love Is Killing Me" (1997年)
- "Rain Plus" (1997年)
- "Freedom" (2000年)
- "Moon & the Sky" (2001年)
- "Solsbury Hill" (2003年)
- "Make Me Smile (Come Up and See Me)" (2003年)
- "Oh L'amour" (Remix) (2003年)
- "Breathe" (2005年)
- "Don't Say You Love Me" (2005年)
- "Here I Go Impossible Again" (2005年)
- "All This Time Still Falling Out of Love" (2005年)
- "Boy" (2006年)
- "I Could Fall in Love with You" (2007年)
- "Sunday Girl" (2007年)
- "Always" (2009 Remix) (2009年)
- "Phantom Bride" (2009 Remaster) (2009年)
- "A Little Respect" (HMI Redux) (2010年)
- "When I Start To (Break It All Down)" (2011年)
- "Be with You" (2011年)
- "Fill Us with Fire" (2012年)
- "Gaudete" (2013年)
- "Make It Wonderful" (2014年)
- "Elevation" (2014年)
- "Reason" (2014年)
- "Sacred" (2015年)
- "Sometimes" (2015 mix) (2015年)
- "Love You to the Sky" (2017年)
- "World Be Gone" (2017年)
- "Just a Little Love" (2017年)
- "Hey Now (I Think I Got A Feeling)" (2020年)
- "Nerves of Steel" (2020年)
- "Fallen Angel" (2020年)

### DVD
- Sanctuary - The Eis Christmas Concert 2002 (2003年)
- Hits! The Videos (2003年)
- 『ザ・タンク・ザ・スワン・アンド・ザ・バルーン・ライヴ!』 - The Tank, The Swan And The Balloon (2004年)
- Great Hits Live - Live At Great Woods (2005年)
- The Erasure Show - Live In Cologne (2005年)
- On The Road To Nashville (2007年)
- Live At The Royal Albert Hall (2008年)